# Aseret
Aseret (hebrejsky עֲשֶׂרֶת, v oficiálním přepisu do angličtiny Aseret) je vesnice typu společná osada (jišuv kehilati) v Izraeli, v Centrálním distriktu, v Oblastní radě Gederot.

## Geografie
Leží v nadmořské výšce 56 metrů v hustě osídlené a zemědělsky intenzivně využívané pobřežní nížině.
Obec se nachází 9 kilometrů od břehu Středozemního moře, cca 27 kilometrů jižně od centra Tel Avivu, cca 45 kilometrů západně od historického jádra Jeruzalému a 9 kilometrů severovýchodně od přístavního města Ašdod. Je součástí jednotně koncipovaného bloku zemědělských osad Misgav Dov, Šdema, Kfar Mordechaj a Mejšar, které jsou situovány do kruhu okolo centrální vesnice, jíž je právě Aseret. Aseret obývají Židé, přičemž osídlení v tomto regionu je etnicky převážně židovské.
Aseret je na dopravní síť napojen pomocí místní silnice číslo 4101 a 4102, která jižně od zdejšího komplexu vesnic ústí do dálnice číslo 41. Další místní komunikace vede k východu, do sousedního města Gedera.

## Dějiny
Aseret byl založen v roce 1954. Pojmenován je podle deseti (hebrejsky eser) členů hnutí Bilu, kteří koncem 19. století založili nedaleké město Gedera. První domy, které vyrostly v nové osadě byly určeny pro pracovníky traktorové stanice, jež zde byla umístěna a která sloužila okolním vesnicím. Populace má pestrý původ. Kromě starousedlých Izraelců se sem přistěhovali i židovští imigranti z Itálie, Argentiny, Německa, Francie, Jemenu, Rumunska, Austrálie, USA, Velké Británie a Jihoafrické republiky.
Na místě nynější obce se do války za nezávislost roku 1948 rozkládala arabská vesnice Bašit. Křižáci ji nazývali Basit. Stávala v ní mešita a chlapecká základní škola založená roku 1921. Roku 1931 měl Bašit 1125 obyvatel a 333 domů. Počátkem války byla tato oblast v květnu 1948 ovládnuta židovskými silami a arabské osídlení zde skončilo. Zástavba vesnice pak byla zbořena s výjimkou několika domů. Ze zástavby arabské vesnice byla rovněž zachována starobylá hrobka, ve které je podle legendy pohřben Šét, nejmladší syn biblického Adama.
V Aseret fungují četné veřejné instituce jako regionální základní škola, mateřské školy, plavecký bazén, společenské centrum, zdravotní středisko, knihovna a poštovní úřad.

## Demografie
Podle údajů z roku 2014 tvořili naprostou většinu obyvatel v Aseret Židé (včetně statistické kategorie "ostatní", která zahrnuje nearabské obyvatele židovského původu ale bez formální příslušnosti k židovskému náboženství).
Jde o menší obec vesnického typu s dlouhodobě stagnující populací. K 31. prosinci 2014 zde žilo 974 lidí. Během roku 2014 populace stoupla o 1,6 %.
| Rok            | 1961 | 1972 | 1983 | 1995 | 2001 | 2003 | 2004 | 2005 | 2006 | 2007 | 2008 | 2009 | 2010 | 2011 | 2012 | 2013 | 2014 |
| -------------- | ---- | ---- | ---- | ---- | ---- | ---- | ---- | ---- | ---- | ---- | ---- | ---- | ---- | ---- | ---- | ---- | ---- |
| Počet obyvatel | 177  | 679  | 691  | 894  | 1070 | 1086 | 1099 | 1117 | 1163 | 1158 | 1184 | 984  | 974  | 998  | 973  | 959  | 974  |